# Jalovec obecný
Jalovec obecný (Juniperus communis) je keřovitá až stromovitá stálezelená dřevina z čeledi cypřišovité (Cupressaceae). Má největší areál rozšíření ze všech jehličnanů, vyskytuje se téměř v celé holarktické oblasti severní polokoule. Jeho systematika je složitá, aktuální zdroje jej dělí na 5–9 variet, lišících se svým vzrůstem a tvarem jehlic. Je to nenáročná, ale silně světlomilná dřevina, roste na pastvinách, skalních výchozech a slunných stráních, jako podrost světlých (obzvláště borových a dubových) lesů, některé variety též ve vysokých horách a v arktické tundře. Na území České republiky je vinou úbytku přirozených stanovišť a nadměrného sběru jalovcových šištic (nepravý plod) dnes již v některých krajích velice vzácný a je proto řazen mezi ohrožené druhy flóry ČR. 
Jeho aromatické plody se nazývají jalovčinky a jsou hojně používány v potravinářství jako koření nebo surovina pro výrobu známých alkoholických nápojů borovičky a ginu, mají též léčivé, především diuretické, dezinfekční a prokrvující vlastnosti. Hojné využití má jalovec v okrasném zahradnictví, kde bylo vyšlechtěno množství kultivarů. V minulosti byly jalovci v mnoha kulturách přisuzovány magické účinky. Byl uctíván jako dřevina s mocnou ochrannou silou, jako strážce brány do jiných světů a sídlo nadpřirozených tvorů a sil a jako takový měl významné místo v lidových tradicích a pověrách.

## Popis

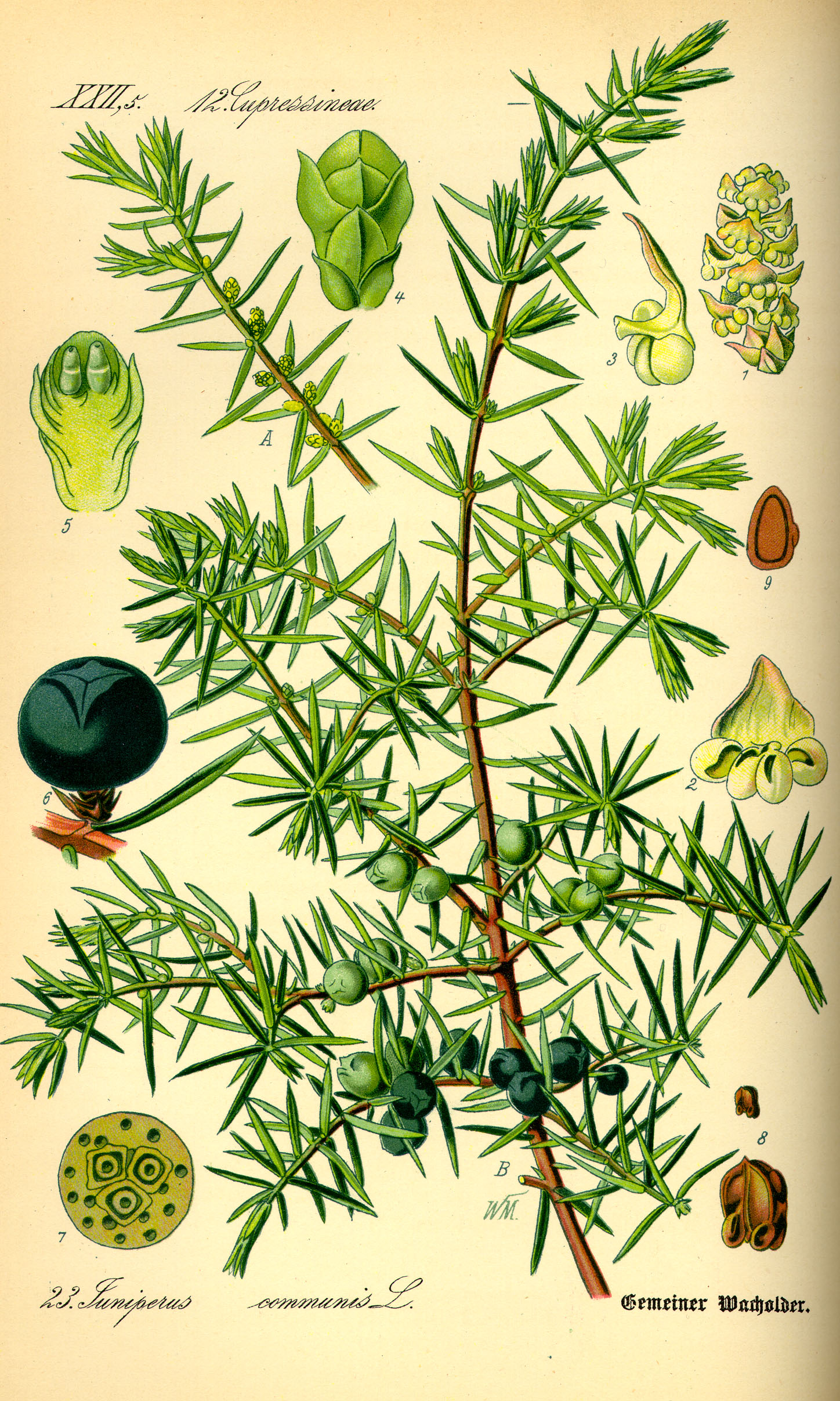
Popisný obrázek

### Vegetativní orgány a vzrůst
Jalovec obecný je keř nebo malý strom velmi variabilního vzrůstu. V závislosti na varietě i na prostředí může být nízký, křivolaký až poléhavý, nebo vyrůstá ve strom s jedním nebo vícero kmeny, který občas dosahuje až 12 m výšky. Tvar koruny je úzce sloupcovitý nebo nepravidelně rozložitý; některé variety jsou naopak k zemi přitisklé, poléhavé. Přízemní větve mohou zakořeňovat. Kmen a větve jsou pokryty zprvu hladkou, hnědočervenou, později stříbřitě našedlou, v plátech a šupinách odlupující se borkou. Kořenový systém je hluboký a bohatě větvený; těsně pod povrchem vytváří uzlovitou, pryskyřicí bohatou ztluštěninu, z níž vybíhají daleko sahající povrchové kořeny. Jalovec může být značně dlouhověký a žít až několik set let, v zastínění však brzy odumírá.
Jehlice vyrůstají v pravidelných trojčetných přeslenech. Jsou tmavě zelené, šedozelené nebo modrozelené, ostře pichlavé, na svrchní straně žlábkovité s jedním bílým proužkem průduchů. Na velmi suchých stanovištích se stáčejí svrchní průduchovou stranou směrem dolů. Rozemleté jehlice jsou aromatické.

### Generativní orgány
Jalovce jsou dvoudomé rostliny, tj. samčí a samičí šištice rostou na různých jedincích; zřídka se vyskytují jedinci jednodomí. Samčí šištice jsou žluté či načervenalé, vejčité, krátce stopkaté, 4–5 mm dlouhé, samičí jen velmi drobné, zelenavé, podobající se malým pupenům. Rozkvétají v dubnu až květnu, u variety saxatilis v létě; pyl se šíří větrem. Samičí šištice po opylení dozrávají v tmavomodré, kulaté, suché borůvce podobné bobulovité útvary zvané galbuly (drobné šišky se zdužnatělými semennými šupinami) o průměru 4–12 mm. Zrají 18 měsíců a opadávají až v zimě druhého a na jaře třetího roku; můžeme tak na jednom stromě najít pohromadě jak zralé, tak i letošní nezralé jalovčinky. Pojídají je ptáci a semena jsou tak obvykle roznášena s ptačím trusem. Většinou několik let přeléhají. Klíčení je nadzemní, se dvěma dělohami; pro vyklíčení semena potřebují obnaženou minerální půdu (např. plošky mezi travními drny) a dostatek světla.

### Obsahované látky
Významné obsahové látky jsou flavonoidy, třísloviny, silice a různé aromatické terpeny jako α-pinen, myrcen, sabinen, limonen, kadinen a β-pinen.

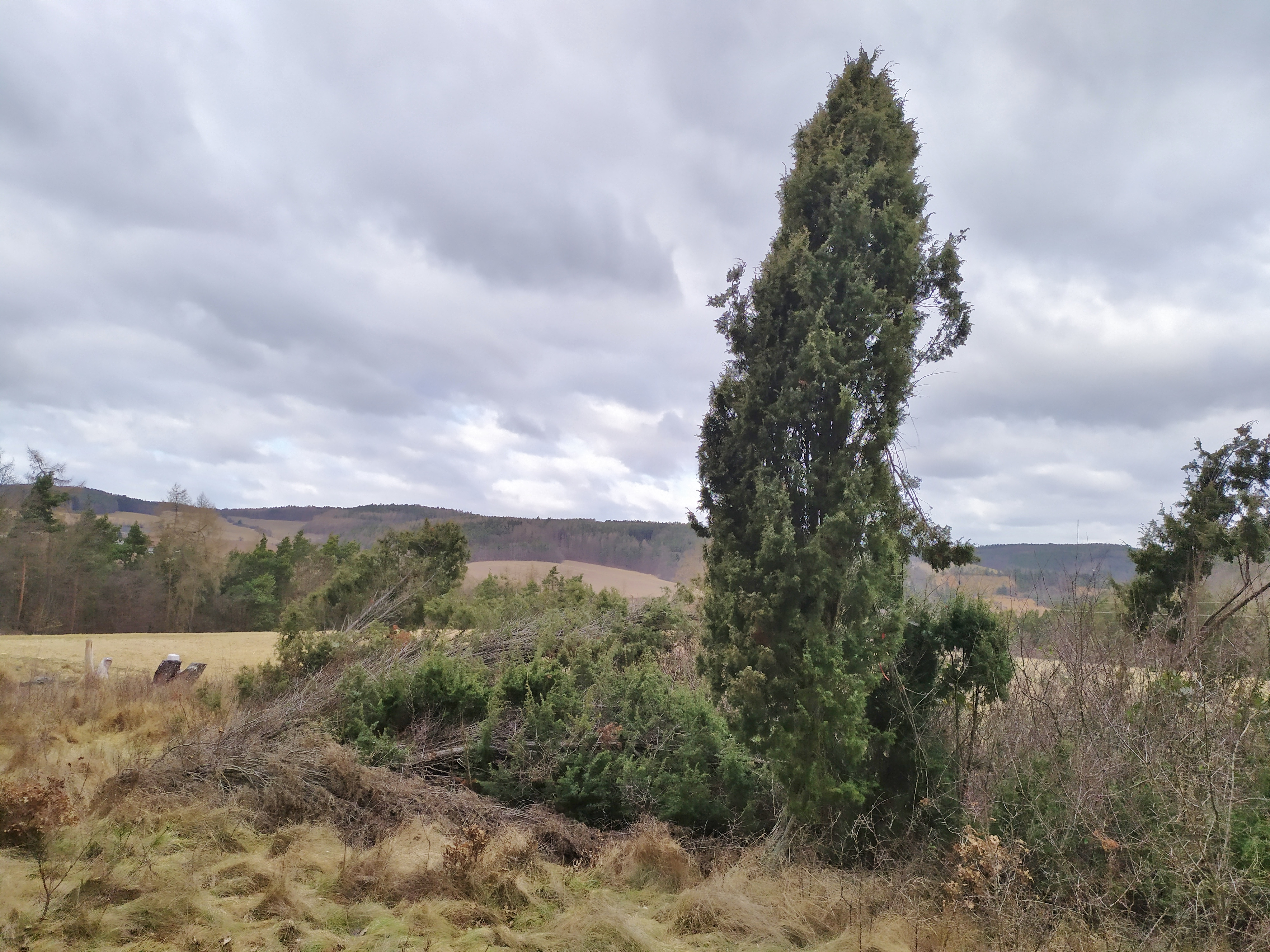
Typický habitus volně rostoucího jalovce (přírodní památka Jalovce na Světovině)
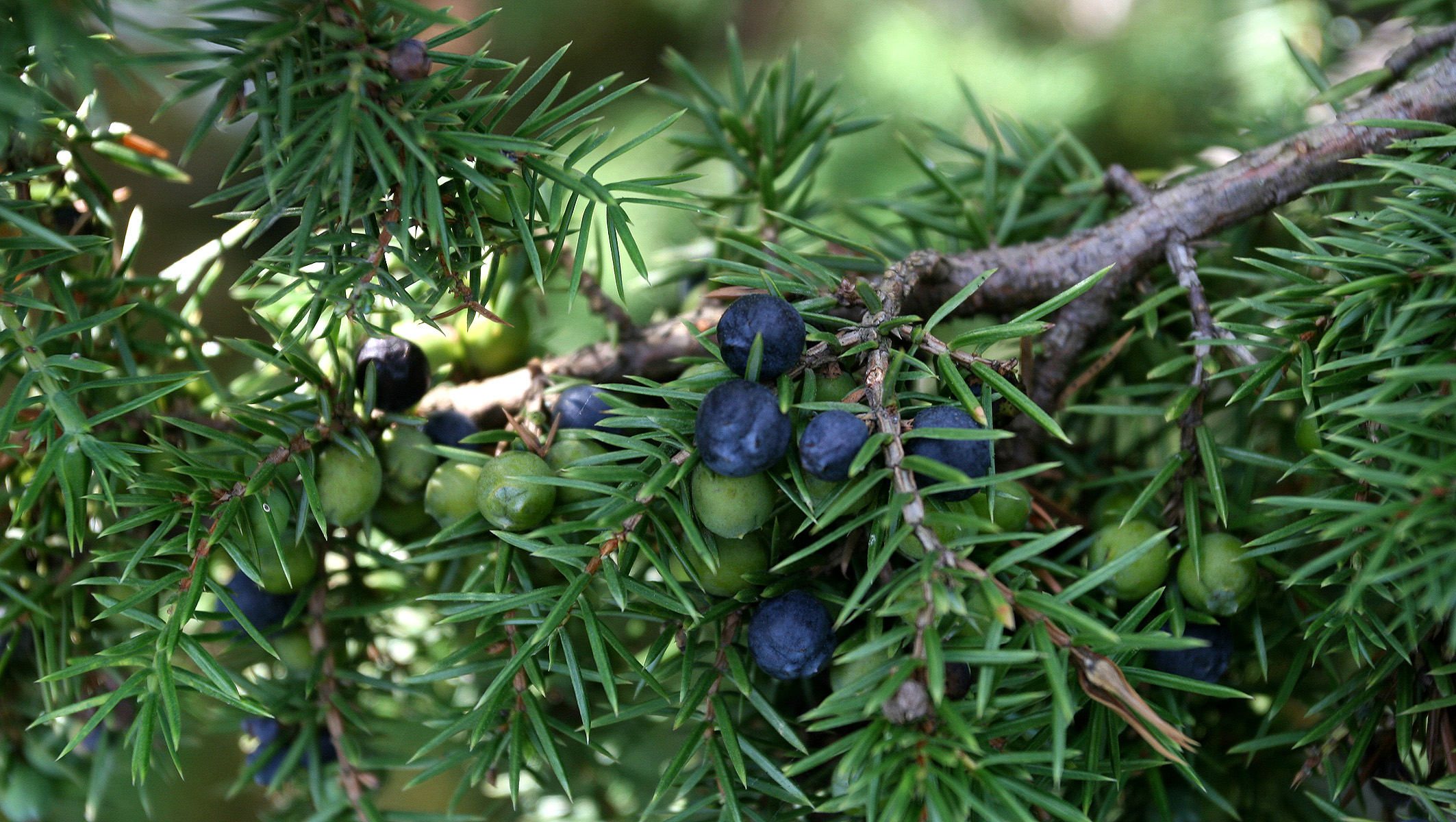
Detail větvičky nominátní variety se zralými a nezralými jalovčinkami
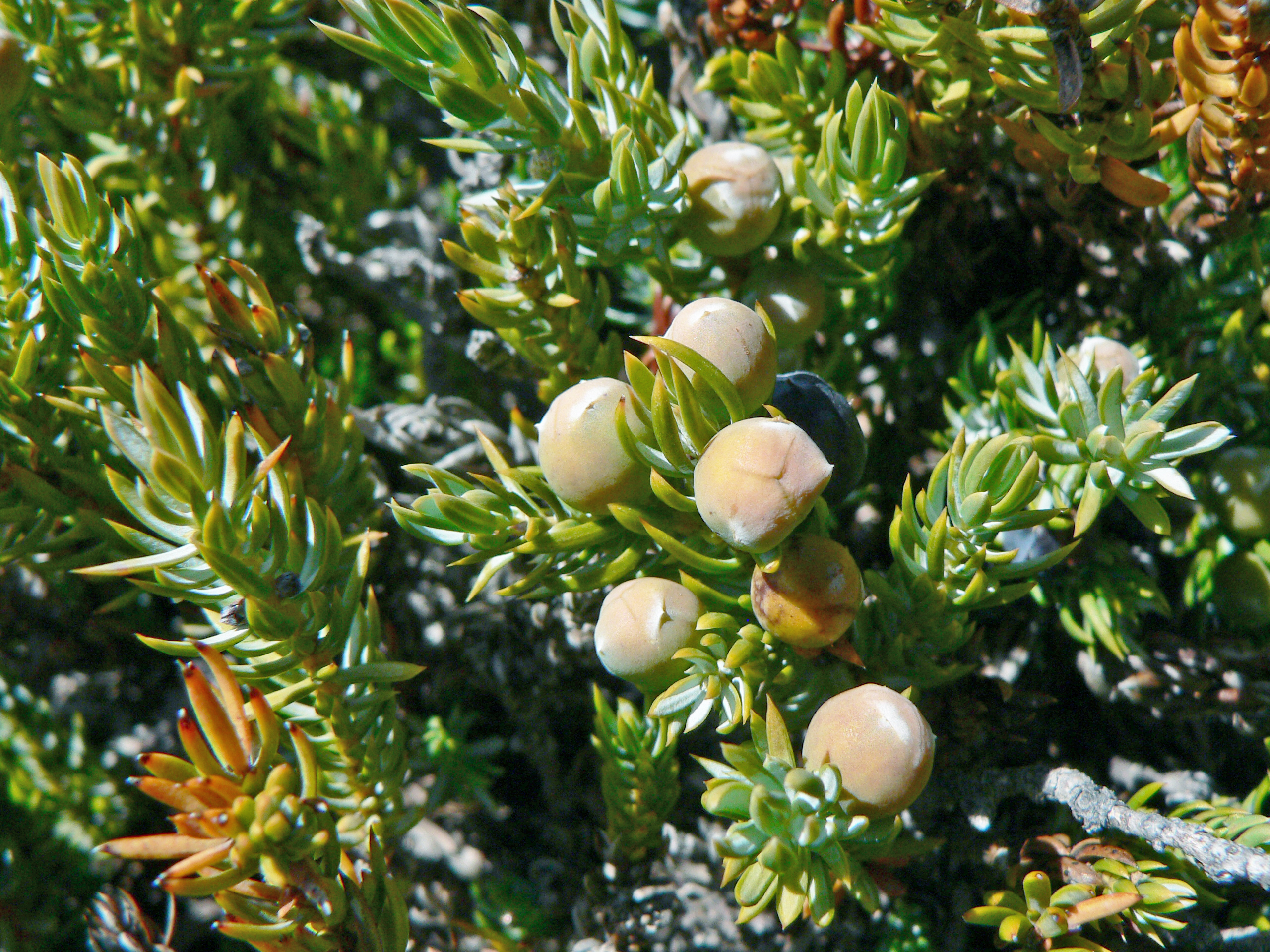
Varieta saxatilis se kromě vzrůstu liší kratšími, nahloučenými a zahnutými jehlicemi
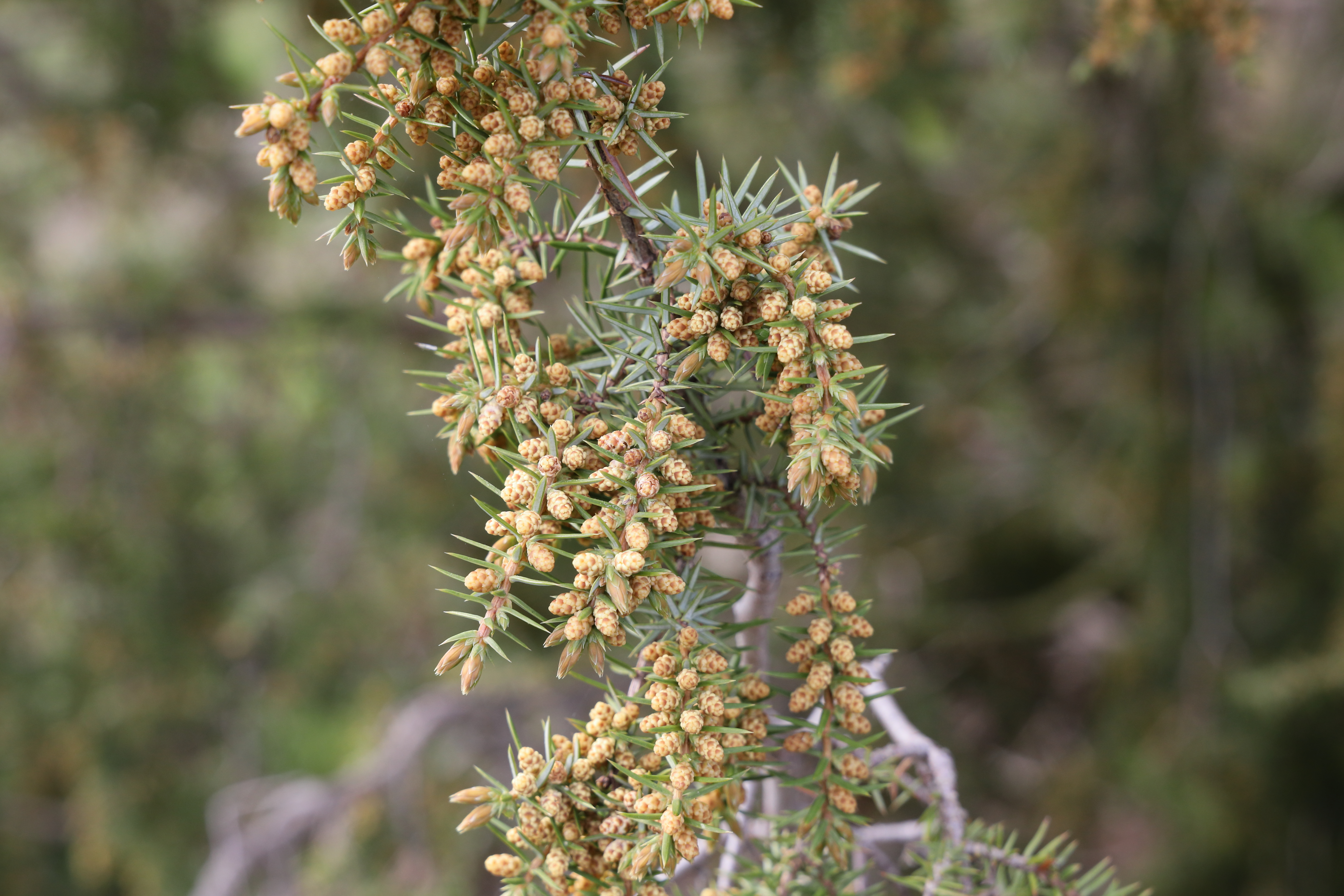
Samčí (pylové) šištice
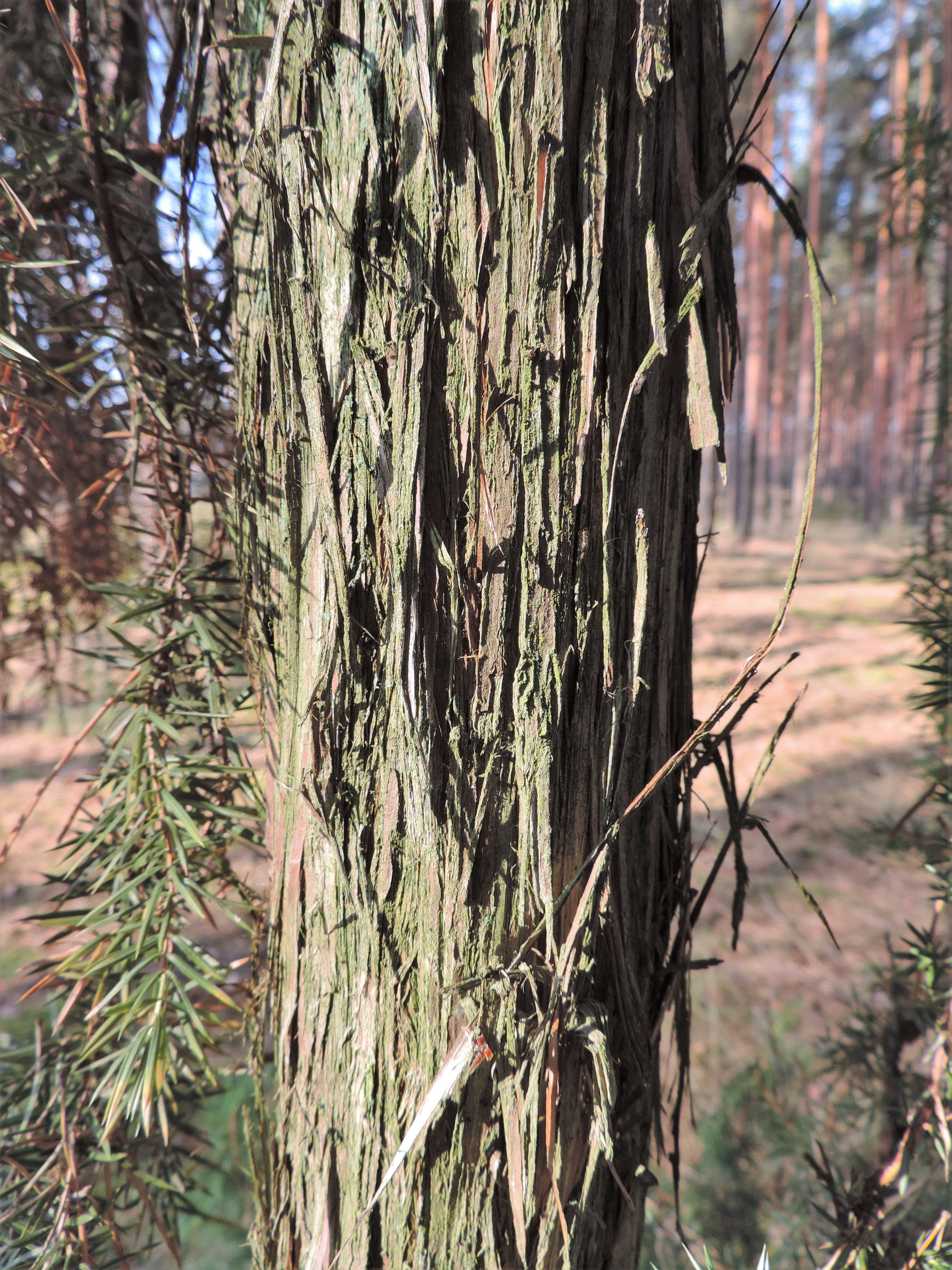
Odlupující se borka na kmeni vzrostlého jedince
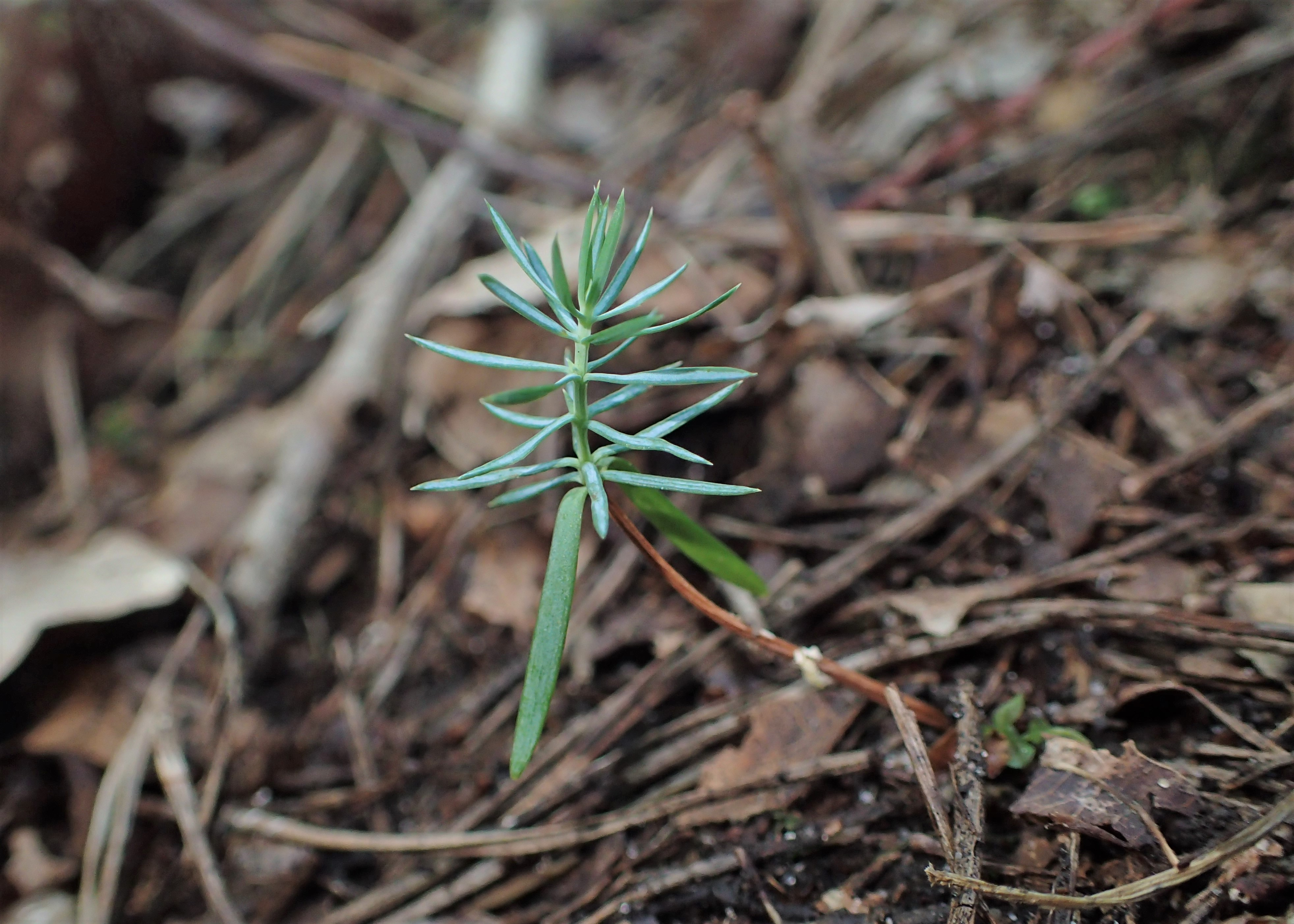
Semenáček

## Rozšíření a ekologické vztahy

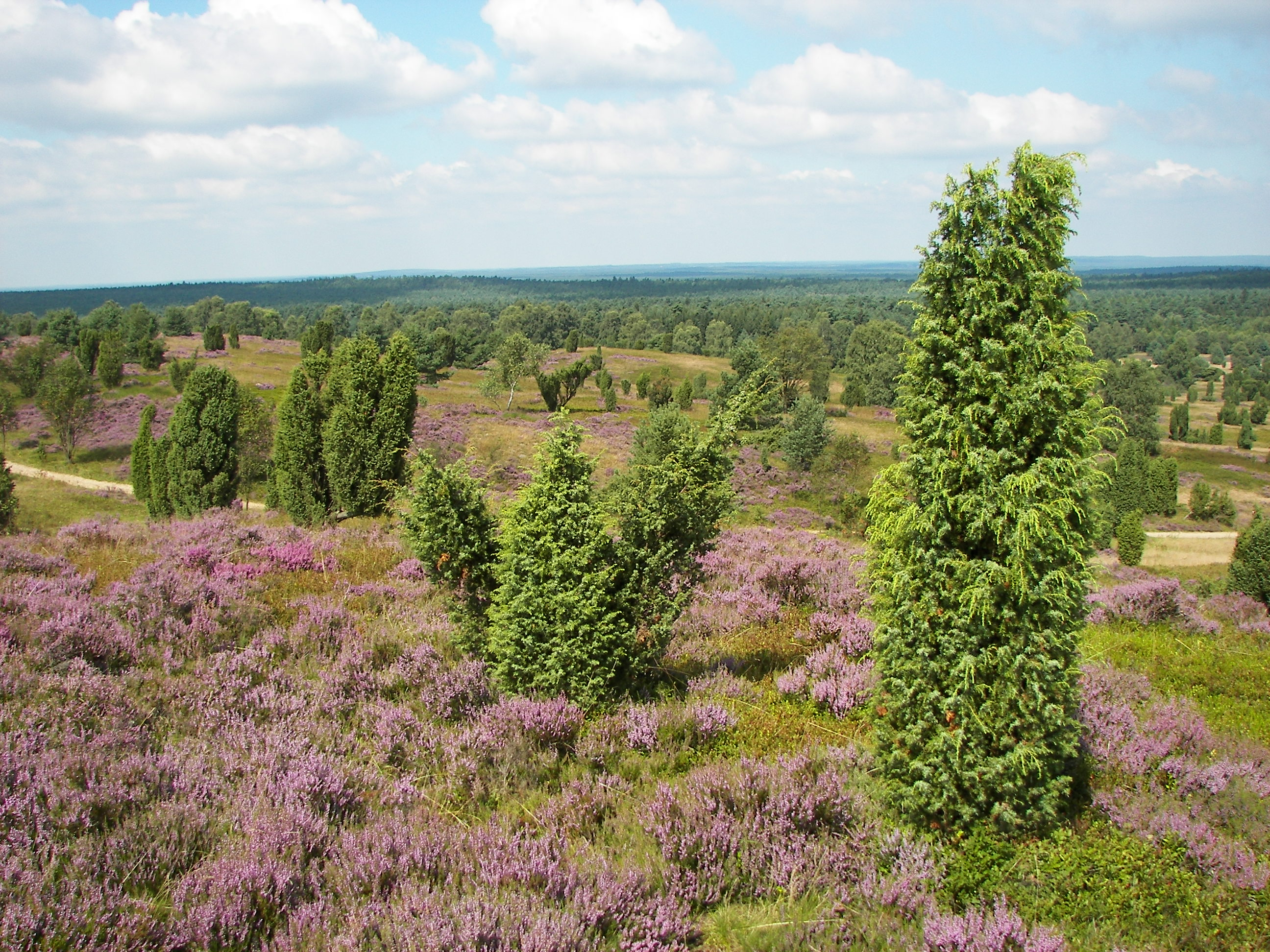
Lüneburské vřesoviště

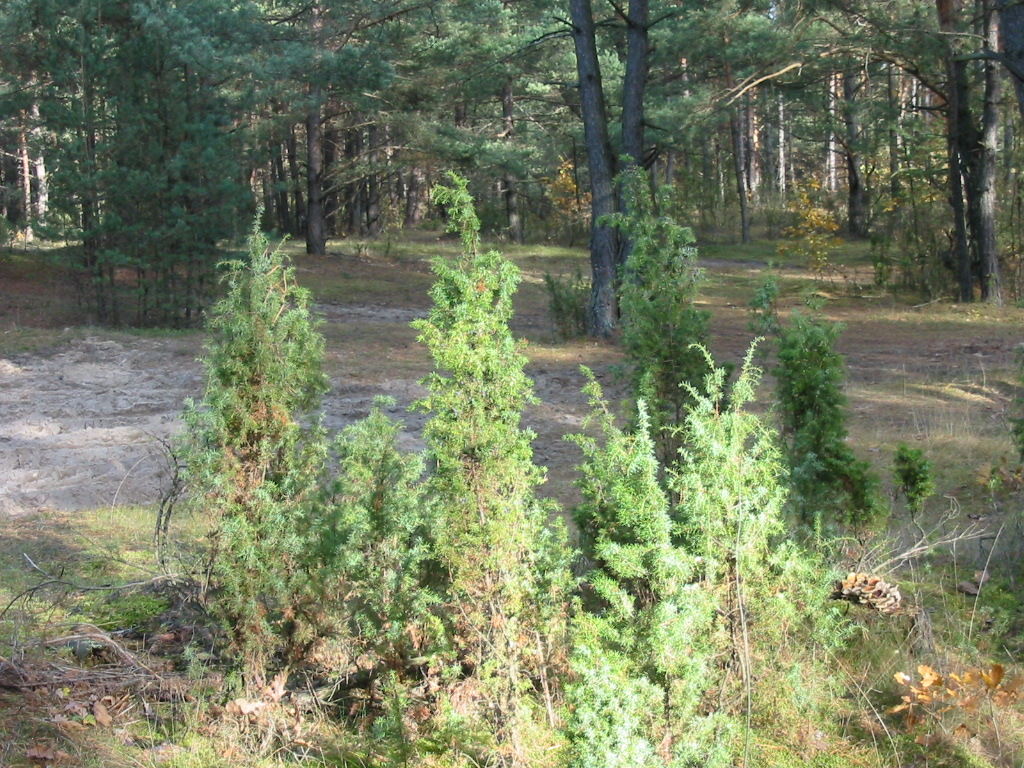
Porost jalovce v písčitém boru

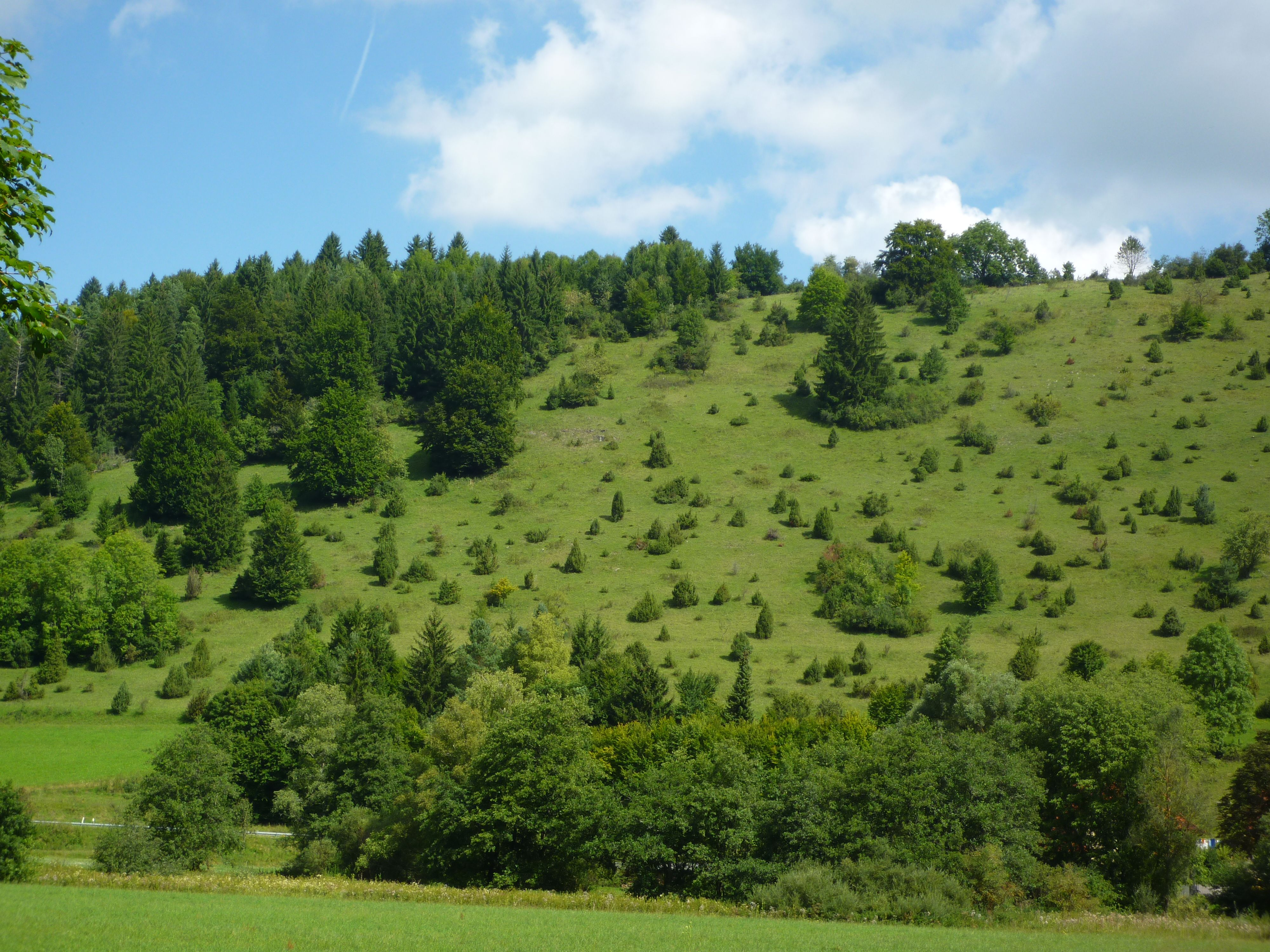
Výskyt jalovce na otevřených plochách indikuje jejich dřívější pastevní využívání

Jalovec obecný má největší areál rozšíření ze všech jehličnanů; v množství variant se vyskytuje prakticky v celé holarktické oblasti severní polokoule. Na severu zasahuje do severní Skandinávie, na Island, na Aljašku a subarktických oblastí Kanady, roste též na jižním pobřeží Grónska. Na jihu se jeho areál blíží zhruba 30. rovnoběžce. Izolované populace jsou v severoafrickém pohoří Atlas. (Podrobněji k rozšíření viz níže u popisu jednotlivých vnitrodruhových taxonů.)
Je silně světlomilnou dřevinou, rostoucí nejčastěji na otevřených místech s plným osluněním, jako jsou pastviny, suché trávníky, smilkové louky, vřesoviště, výslunné stráně a okraje lesů; je také součástí skalních křovin primárního bezlesí spolu se skalníky, dřišťálem nebo jeřábem mukem. Může tvořit podrost světlých lesů, například pastevních lesů, borů a doubrav; nesnese zastínění a konkurenci zejména listnatých dřevin. Dobytek pichlavý jalovec nespásá, výskyt jalovce proto indikuje pastevní využívání pozemku v minulosti. Co do půdních nároků je velmi přizpůsobivým generalistou, který snáší bazické i kyselé substráty, živinami chudá stanoviště, písčiny, rašeliniště, stejně jako extrémní podmínky (hadcové podloží, klimatické extrémy, zasolení). Je pionýrskou dřevinou zahajující sekundární sukcesi opuštěných ploch směrem k lesu. Nízké, plazivé jalovce osidlují pastviny a louky nad horní hranicí lesa, klečové porosty, ledovcové kary, rostou též v nízkých křovinách arkto-alpínské tundry.
Jalovec má důležitou ekologickou funkci, a to zejména na nejchudších stanovištích, kde je často jediným keřovým druhem a jako takový je hnízdištěm mnoha druhů zpěvného ptactva, například konopek. Králíci se také rádi schovávají a hrabou si nory v trsech jalovce. Plody jalovce jsou oblíbenou potravou kvíčal a brkoslavů. V Evropě se jimi často živí také drozdi, kosi, červenka obecná, kukačka obecná nebo sýkora parukářka. Požírají je i hlodavci, zejména myšice křovinná. Za potravu jalovce slouží též mnoha druhům hmyzu, jako jsou motýli různorožci, brouci tesaříci, kněžice jalovcová (Chlorochloa juniperina) nebo mšice medovnice (Cinara juniperi a další), které produkují sladkou medovici využívanou včelami.
Kořenové vlášení jalovce formuje mykorhizní vztahy s houbami. Častější je endotrofní arbuskulární mykorhiza s různými zástupci oddělení Glomeromycota, méně často se vyskytuje též ektomykorhiza s druhy jako klouzek obecný, hřib hnědý, muchomůrka slámožlutá, muchomůrka tygrovaná, helmovka jalovcová či jelenka pestrá (Elaphomyces muricatus). Celkem bylo zjištěno, že se spolu s jalovcem vyskytuje přibližně 140 druhů hub. Parazitovat na něm mohou václavky.

### Česká příroda
V českém prostředí vedlo nadměrné kácení pro dřevo a masivní sběr jalovčinek, stejně jako nevhodné úpravy krajiny (meliorace, zalesňování někdejších pastvin a zákaz pastvy v lesích, intenzivní zemědělství) ke značnému snížení populací kdysi hojného jalovce, který se zde vyskytuje již pouze roztroušeně, především ve středních polohách. Větší populace jsou na Třeboňsku, na Sedlčansku a na Valašsku a v několika přírodních rezervacích. V Červeném seznamu ohrožených druhů ČR pro rok 2017 je nominátní varieta zařazena mezi ohrožené taxony (kategorie C3), zákonem chráněna však není. Jalovec obecný nízký (var. saxatilis) se v Česku vyskytuje jen v horách vysokých Sudet (Jeseníky, Jizerské hory); řazena je do kategorie silně ohrožených a ubývajících druhů (C2b) a ve stejné kategorii chráněna zákonem. Druh je monitorován ochranou přírody a na řadě míst i uměle vracen do krajiny.

## Taxonomie a systematika

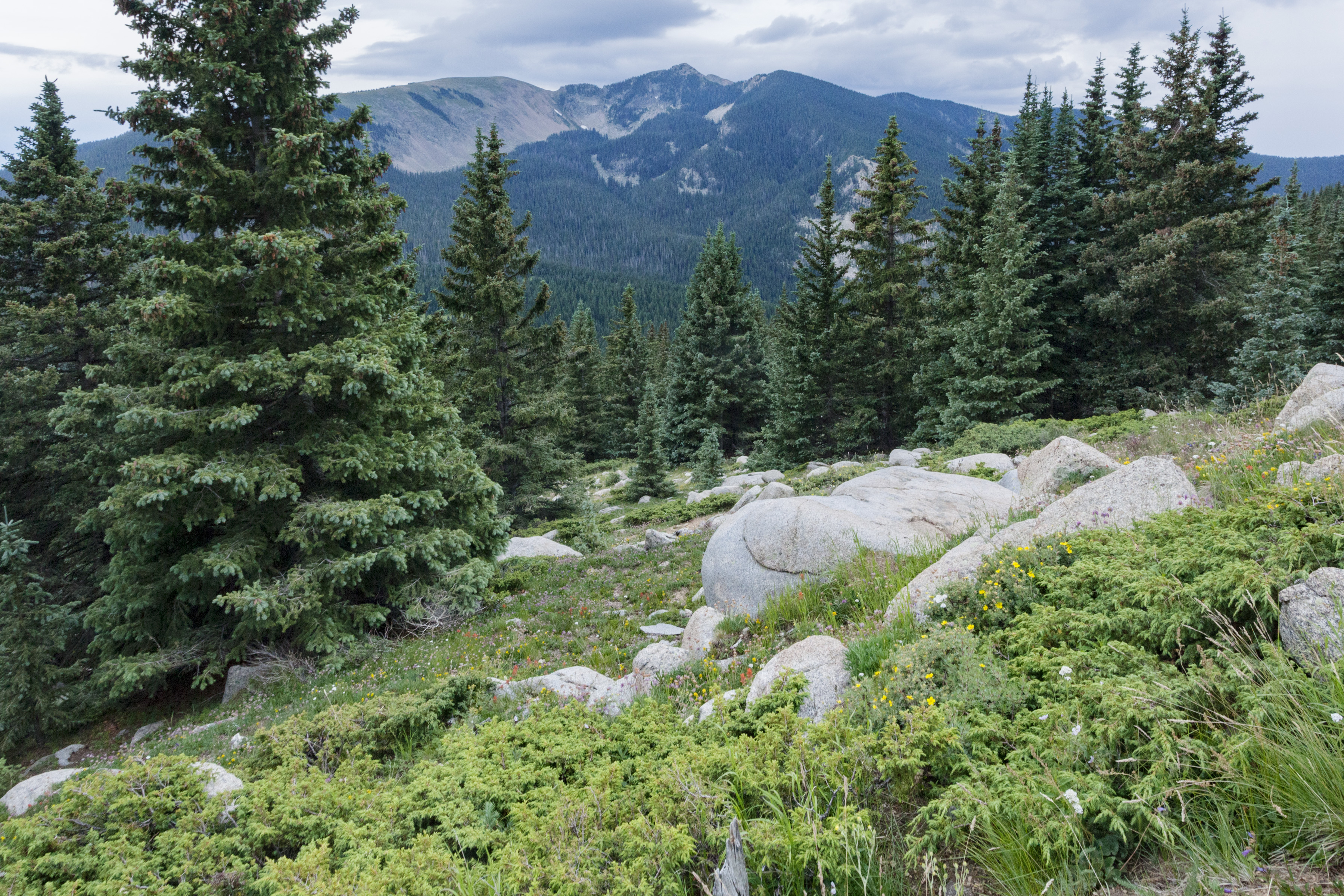
Varieta depressa v horách Severní Ameriky (v popředí)

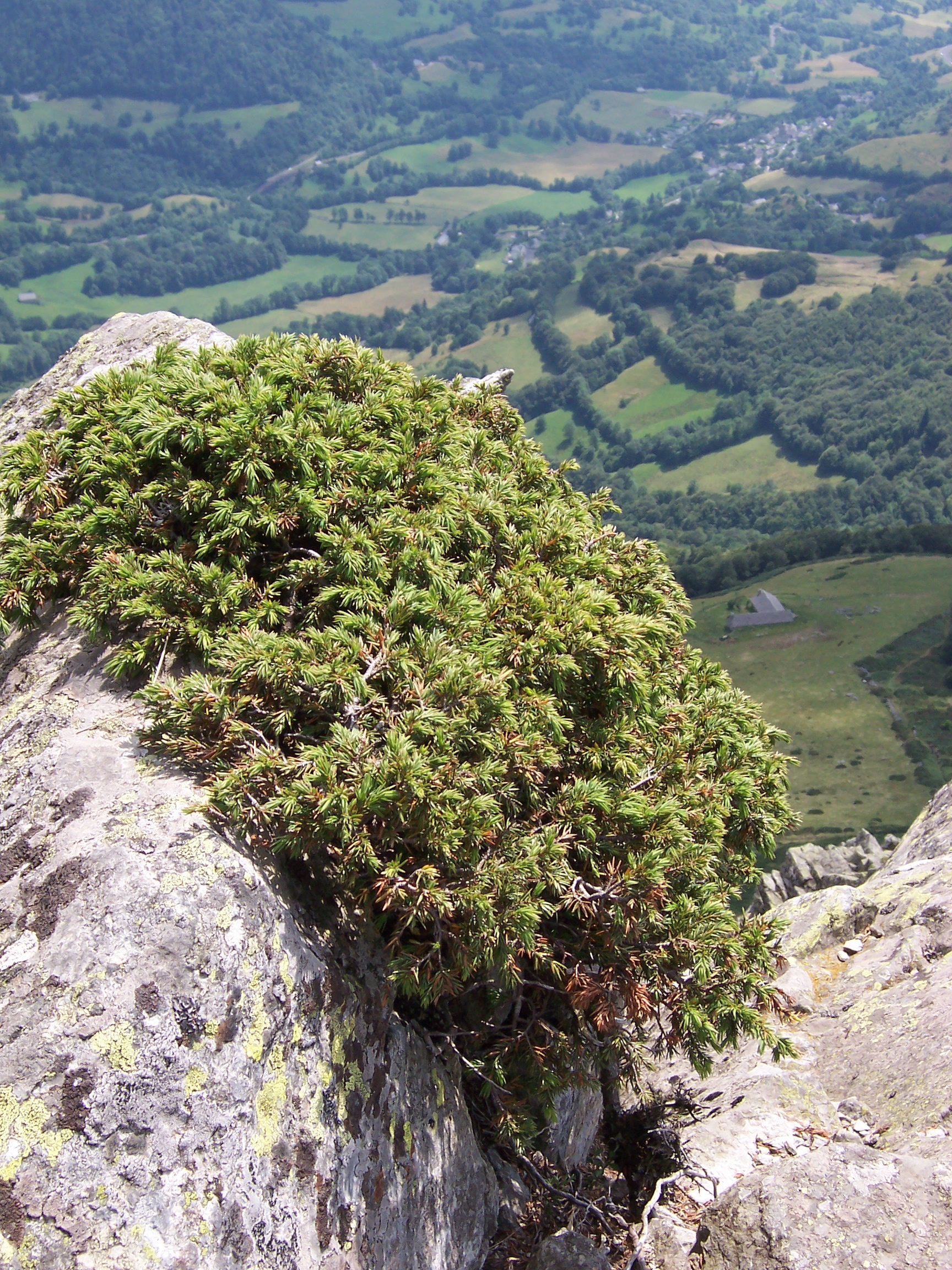
Juniperus communis var. saxatilis ve Francii

Jalovec obecný je typovým druhem celého rodu Juniperus. V něm patří do sekce Juniperus, jejíž zástupci se vyznačují mj. tím, že na rozdíl od druhé sekce Sabina mají pouze jehlicovité (a nikoli šupinaté) listy. Sesterským druhem je podle fylogenetických studií japonský endemit Juniperus taxifolia, společně pak vytvářejí dvojici s taktéž východoasijským jalovcem tuhým (Juniperus rigida).
Vnitřní systematika druhu není zcela vyjasněna a v různých zdrojích se značně liší. Někdy bývají rozlišovány dva a více poddruhů jalovce obecného, jindy pouze pět nebo více různých variant, které jsou některými zdroji uznávány, jinými nikoli; situaci dále znepřehledňuje množství synonym. Databáze Plants of the World udává 8 variet. Mezi jedinci v jednotlivých oblastech obrovského celkového areálu jsou pochopitelně určité odlišnosti, které jsou však pravděpodobně více morfologické než genetické.
- Juniperus communis var. communis – nomenklatorický typ. Keř nebo strom, jehlice v oddálených přeslenech, odstávající téměř v pravém úhlu. Šištice většinou s jedním semenem. Areál tohoto taxonu zahrnuje rozsáhlé oblasti Evropy, severní část Malé Asie a Kavkazské oblasti a severní Rusko sahající na východ až na střední Sibiř.[22]
- Juniperus communis  var. saxatilis  (synonyma: J. c. subsp. nana, J. c. subsp. alpina) – Velmi nízký, přitiskle rostoucí keř. Jehlice hustě uspořádané na větvičce, přitisklé nebo mírně odstávající, podobně široké jako u předchozího, ale o polovinu kratší (obvykle 4 až 12 mm dlouhé), na konci poněkud ohnuté. Šištice obsahují až 3 semena. Vyskytuje se na rašeliništích, vysokohorských polohách a skalách v horských oblastech Evropy, v horách střední Asie a na dalekém severu Evropy a Asie. Někdy považován za samostatný rod Juniperus sibirica, typ s červenomodrými šišticemi rostoucí na Kamčatce je někdy vydělován do samostatné varianty kamchatkensis.[22]
- Juniperus communis var. hemisphaerica – Nízký, hustý keř s hustě uspořádanými listy. Vyskytuje se v horách jižní Evropy a severozápadní Afriky a na atlantickém pobřeží Evropy.[22]
- Juniperus communis var. depressa – Vyskytuje se v severní části Severní Ameriky, v rozsáhlém areálu od Aljašky přes většinu Kanady po severovýchodní části USA a také v horských oblastech na západě USA. Široce rostoucí keř až 1 m vysoký, s mírně vystoupajícími větvemi. Jehlice jsou širší a kratší než u typové formy, šišky obsahují obvykle 3 semena.[22]
- Juniperus communis var. nipponica – Vyskytuje se na Japonských ostrovech, jižním Sachalinu a jižním cípu Kamčatky. Plazivý keř, má úzké jehlice s velmi úzkým světlým pruhem průduchů.[22]
- Juniperus communis var. kelleyi – Vyskytuje se ve skalnatých oblastech od Aljašky přes západní Kanadu až po severozápad USA, s ostrovními porosty v Kalifornii. Nízké keře do výšky 0,5 m. Jehlice dlouhé 4 až 10 mm a široké 2 mm. Některými zdroji je udáván pouze z Idaha.[22]
- Juniperus communis var. megistocarpa – Druh vyskytující se na izolovaných lokalitách v severovýchodní části Severní Ameriky (Nové Skotsko, Newfoundland, Quebec). Jsou to plazivé keře, které se vyznačují nápadnými šiškami, delšími než jehlice, dosahujícími průměru 9–13 mm[22]
- Juniperus communis var. charlottensis – Varieta specifická pro rašeliniště západního pobřeží Severní Ameriky, od Aljašky po Britskou Kolumbii. Plazivé keře do výšky 0,5 m.[22]

## Využití

### Okrasné výsadby

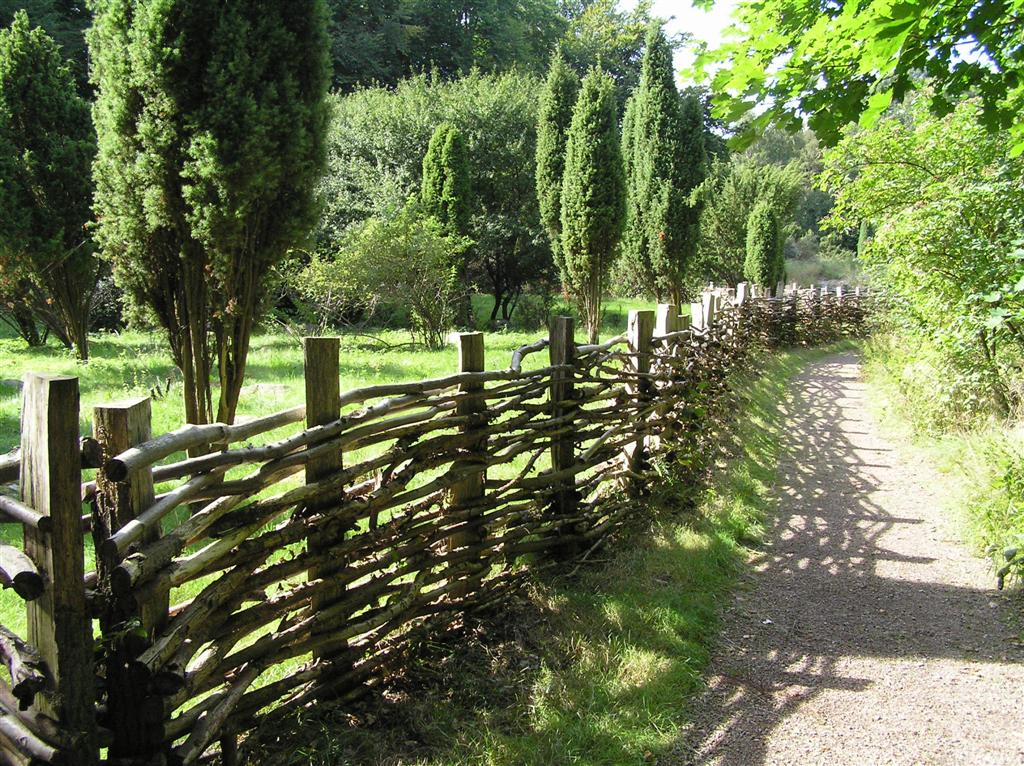
Zahrada s jalovci

Jalovec obecný je běžně používaný v zahradnictví jako okrasný keř, vhodný jako solitéra nebo do skupinových výsadeb. Působí vážným a mohutným dojmem. Je vhodnou součástí skalky, vřesoviště nebo zahradního rašeliniště, lze jej též tvarovat jako bonsaj. Jalovce mohou tvarem připomínat středomořské dřeviny a v takových případech mohou doplnit vhodně výsadbu. V symetrických kombinacích a rytmických výsadbách často působí dojmem přesnosti, jaký je vlastní zahradám ve francouzském stylu; plazivé lze využívat jako půdopokryvné dřeviny. Křížením původních druhů a výběrem bylo vypěstováno mnoho kultivarů jalovců s různými vlastnostmi; z dlouho známých a často pěstovaných lze jmenovat např. 'Hibernica' (sloupovitý, jehlice modrozeleně nasivělé), 'Horstmann' (vzdušný, nepravidelně rostoucí keř s převisajícími větévkami), 'Cracovica' (štíhle kuželovitý, ohnuté vrcholové větévky), 'Suecica' (široce sloupovitý, s mírně převisajícími konci větviček), 'Depressa Aurea' (nižší, rozložitý, nazlátlé jehlice) či 'Repanda' (nízce poléhavý, nepichlavé jehlice).
Při pěstování vyžaduje slunné stanoviště, jinak se přizpůsobí velmi rozličným podmínkám. Dobře snáší sucho a chudou půdu, proto roste i na skalách, sutích či písčitých nebo rašelinných půdách. Půda musí být propustná a nejlépe mírně kyselá. Sloupovité kultivary je vhodné na zimu kvůli tíze sněhu svazovat nebo sníh setřásat. Jalovce se často pod námrazou nebo pokrývkou sněhu lámou. Někdy trpívá puklicemi nebo sviluškou a je hostitelem některých dvoubytných rzí (například z rodu Gymnosporangium, nikoli však obávané rzi hrušňové, která si coby druhého hostitele vybírá druhy jalovců ze sekce Sabina).

### Dřevo

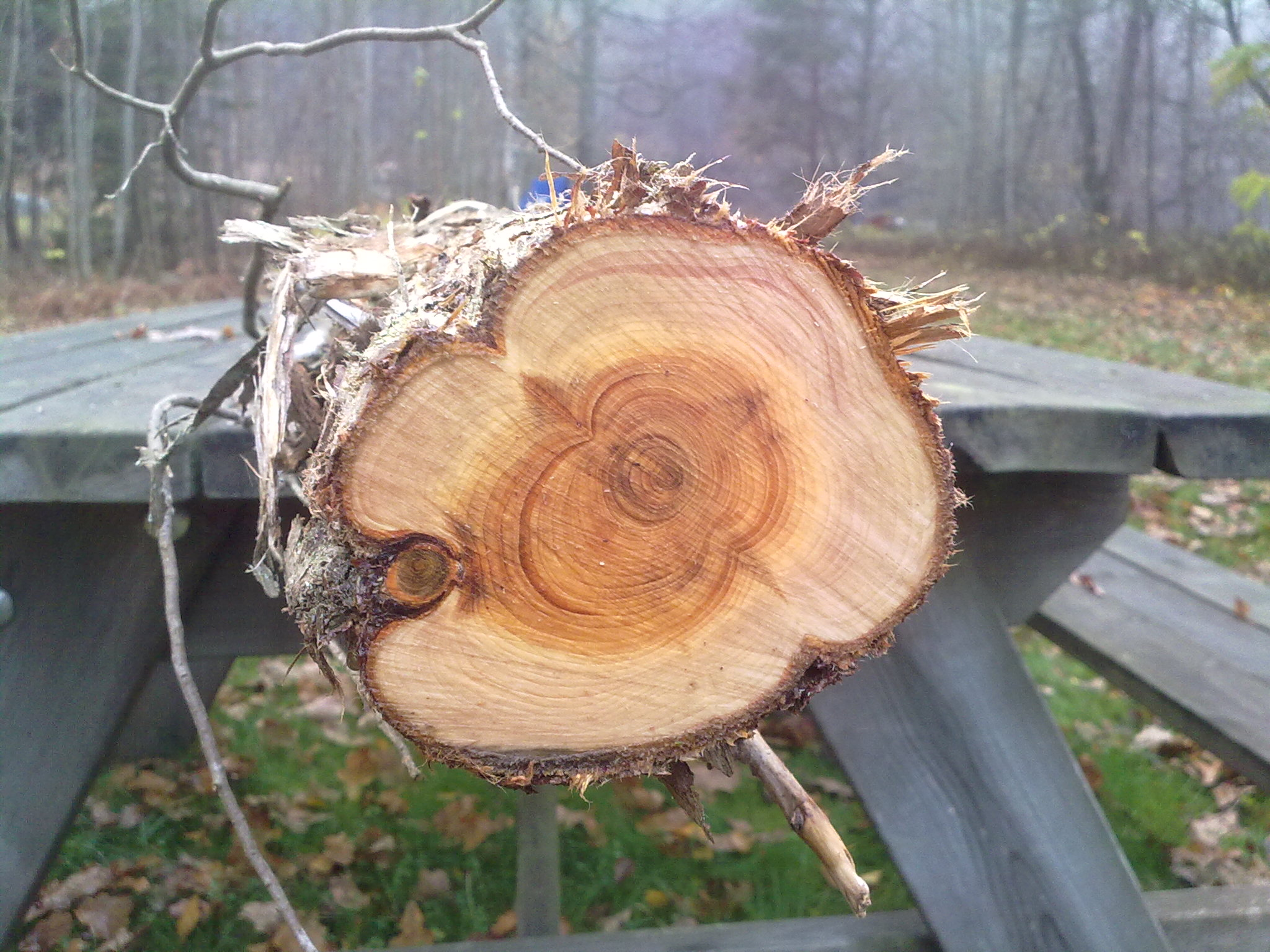
Řez kmenem jalovce

Jalovcové dřevo je vonné, lehké, pevné a velmi odolné, dobře se ale opracovává. Je využíváno v řezbářství a soustružnictví, na výrobu dýmek, holí, střenek nožů, ve Skandinávii též na výrobu schránek pro skladování malého množství mléčných výrobků, jako je máslo a sýry, a také pro výrobu dřevěných nožů na máslo. Má úzkou světlou běl a široké tmavé jádro žlutohnědé až hnědofialové barvy, díky čemuž je velmi dekorativní. Je vhodné též k uzení masa, kterému jeho vůně dodává jemnou kořenitou chuť.

### Gastronomie

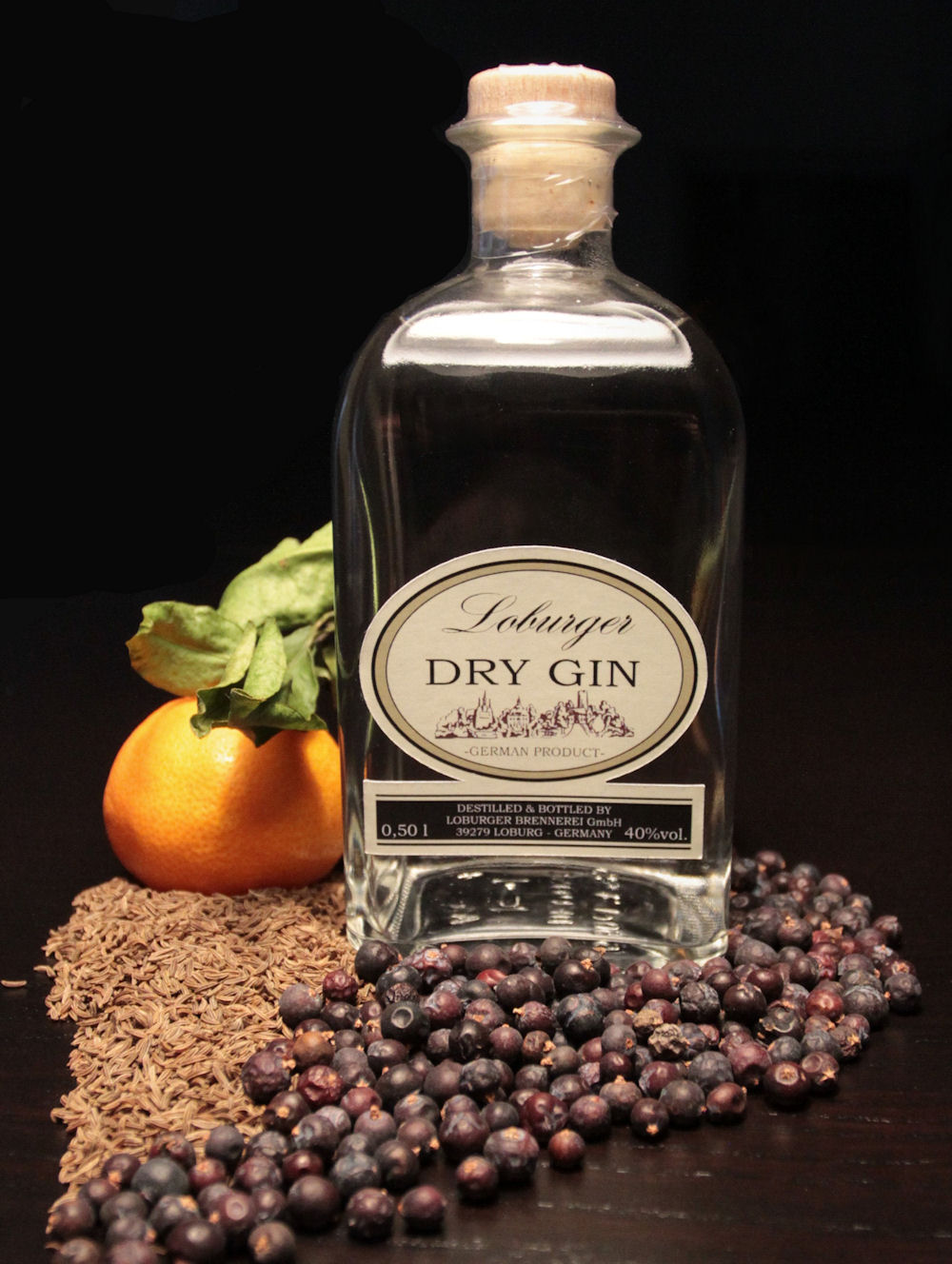
Německý gin

Modročerné jalovčinky jsou aromatické díky obsažené silici a mají kořenitou, hořce nasládlou příchuť. Sbírat se musí až zcela zralé, obvykle jsou konzumovány sušené. Jako koření jsou používány k dochucení a nakládání masa, především zvěřiny, dále do omáček, marinád a nádivek nebo k ochucení kysaného zelí. Jsou obvykle použity rozdrcené k uvolnění jejich chuti. Vyrábět se z nich může též víno či rozvářka. Může se používat k dochucení piva, Ve Finsku jsou plody jalovce klíčovou součástí výroby tradičního piva Sahti, ve Švédsku vánočního nápoje Julmust. Větvičky se používají k destilaci alkoholických nápojů ginu (slovo 'gin' pochází z francouzského slova pro jalovčinky, genièvre) a jalovcové. Tradiční slovenská borovička je vyráběna z jalovčinek.

### Léčitelství
Jalovčinky byly používány jako lék v mnoha kulturách. Vnitřně působí jako diuretikum a dezinfekce močových cest a používají se při zánětu močového měchýře, plynatosti a křečích. Zevně se užívá olej lisovaný z jalovčinek a mladých větévek, a to v uklidňujících koupelích a obkladech při revmatických bolestech ve svalech a kloubech nebo při masážích; rozetřen po pokožce zvyšuje její prokrvení. Jalovec může zesilovat účinek léků snižujících hladinu krevního cukru a léků močopudných. Laboratorně byl také prokázán účinek proti oparu a pro posílení napětí dělohy a děložních stahů, což může usnadnit porod (nebo naopak vyvolat potrat). Při vhodném a krátkodobém užívání podporuje činnost ledvin a zvyšuje jejich prokrvení, při užívání delším než šest týdnů však hrozí jejich poškození. Drogu nesmí používat pacienti s onemocněním ledvin, její užívání není vhodné pro děti ani v těhotenství a v době kojení. U citlivých osob se může vyskytnout alergická reakce i při zevním použití. Bývá uváděn jako mírně jedovatý, žádné vážnější otravy však nejsou známy.
Pro antiseptické účinky se vonného kouře z páleného dřeva, plodů a jehlic odedávna využívá při vykuřování, jalovcová silice také v aromaterapii a esenciální léčbě. Žvýkání jalovčinek potlačuje zápach z úst, zvyšuje chuť k jídlu a podporuje trávení. Dioskoridés ve spise De materia medica doporučuje rozdrcený jalovec, rozetřený na penisu nebo v pochvě před stykem, jako antikoncepci; stejným způsobem ho využívali původní obyvatelé Ameriky.

### Magický a kulturní význam

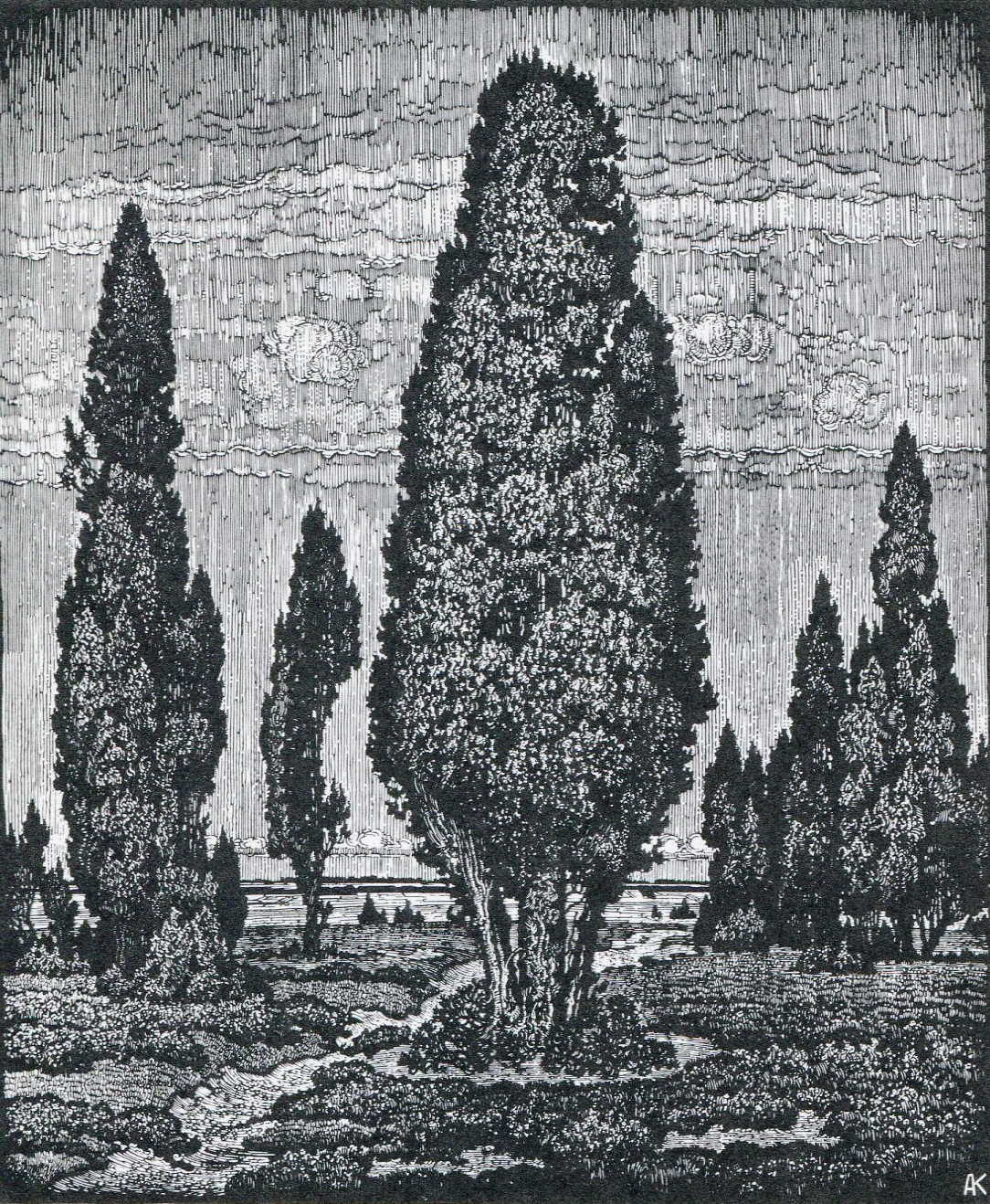
Albert König: Die Wächter (Strážci), dřevoryt, 30. léta 20. století

V minulosti byly jalovci v mnoha kulturách přisuzovány magické účinky. Byl uctíván jako dřevina s mocnou ochrannou silou, jako strážce brány do jiných světů a sídlo nadpřirozených tvorů a sil. Lidé věřili, že zničit jalovcový keř přináší neštěstí, ve Walesu bylo pokácení starého jalovce předzvěstí smrti v rodině. Naopak větvička jalovce, nošená při sobě, chránila proti nemocem, přízrakům a nočním můrám. Slova z lidové písně „Kdybys měla má panenko sto ovec a já jenom za kloboukem jalovec“ měla tedy hlubší význam. V Německu existují pořekadla nabádající člověka smeknout, jde-li okolo jalovce; německé pojmenování pro jalovec Wacholder lze přeložit jako "bdělý strom", prostředník mezi světem lidí a duchů.
V Británii bylo jalovcové dřevo páleno k rituální očistě domů a posvátných míst a k navázání kontaktu se zásvětím při svátku Samhain na začátku keltského roku; věřilo se, že velmi aromatický kouř jalovce zahání zlé duchy a navozuje jasnovidectví. Ve střední Evropě hrál jalovcový kouř roli při jarním očišťování dobytka a vyhánění čarodějnic. Jalovec se také pálil při epidemiích moru, kdy se pro zahnání nemoci jeho dýmem vykuřoval dům a jeho obyvatelé. V Polsku se jalovcové větvičky zavěšovaly nad dveře a jalovcová větvička se umisťovala za svaté obrázky. Jeho jehličky a šišky se přidávaly také do kadidla, které se pálilo ve slovanských chrámech. Zlí duchové a po zavedení křesťanství také ďáblové byli zaháněni holemi z jalovcového dřeva. Musely se řezat na svátek svatého Michala (29. září); někdy se vyráběly i dříve zaléváním vhodných keřů svěcenou vodou a samotné hole se později žehnaly v kostelích. V Podlasí i jinde se jimi zdobily svatební věnce nebo věnce při slavnosti Božího těla.
V heraldice je jalovec symbolem jinošské ztepilosti, urostlosti a sličnosti.

## Galerie

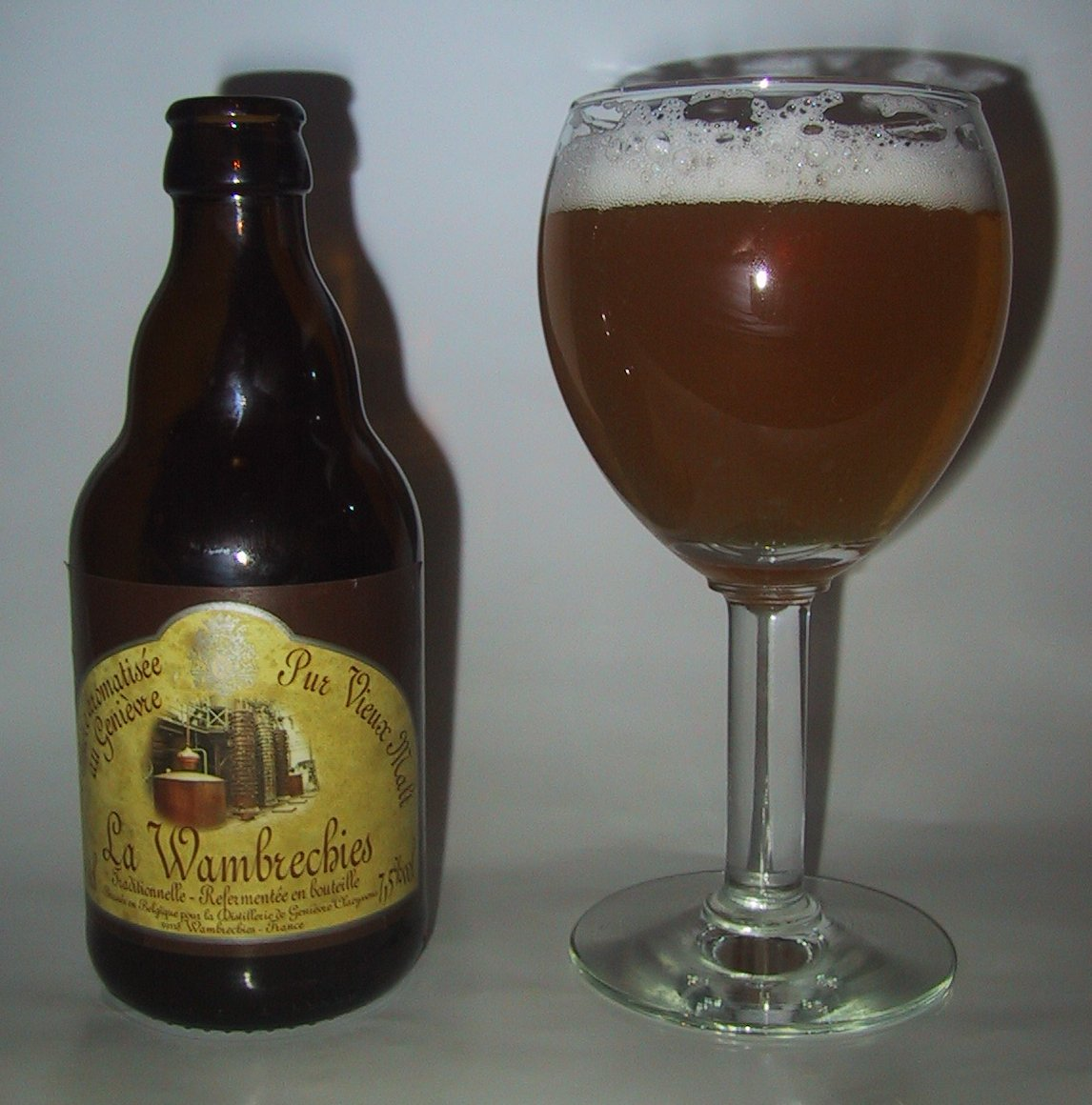
Jalovcové pivo La Wambrechies
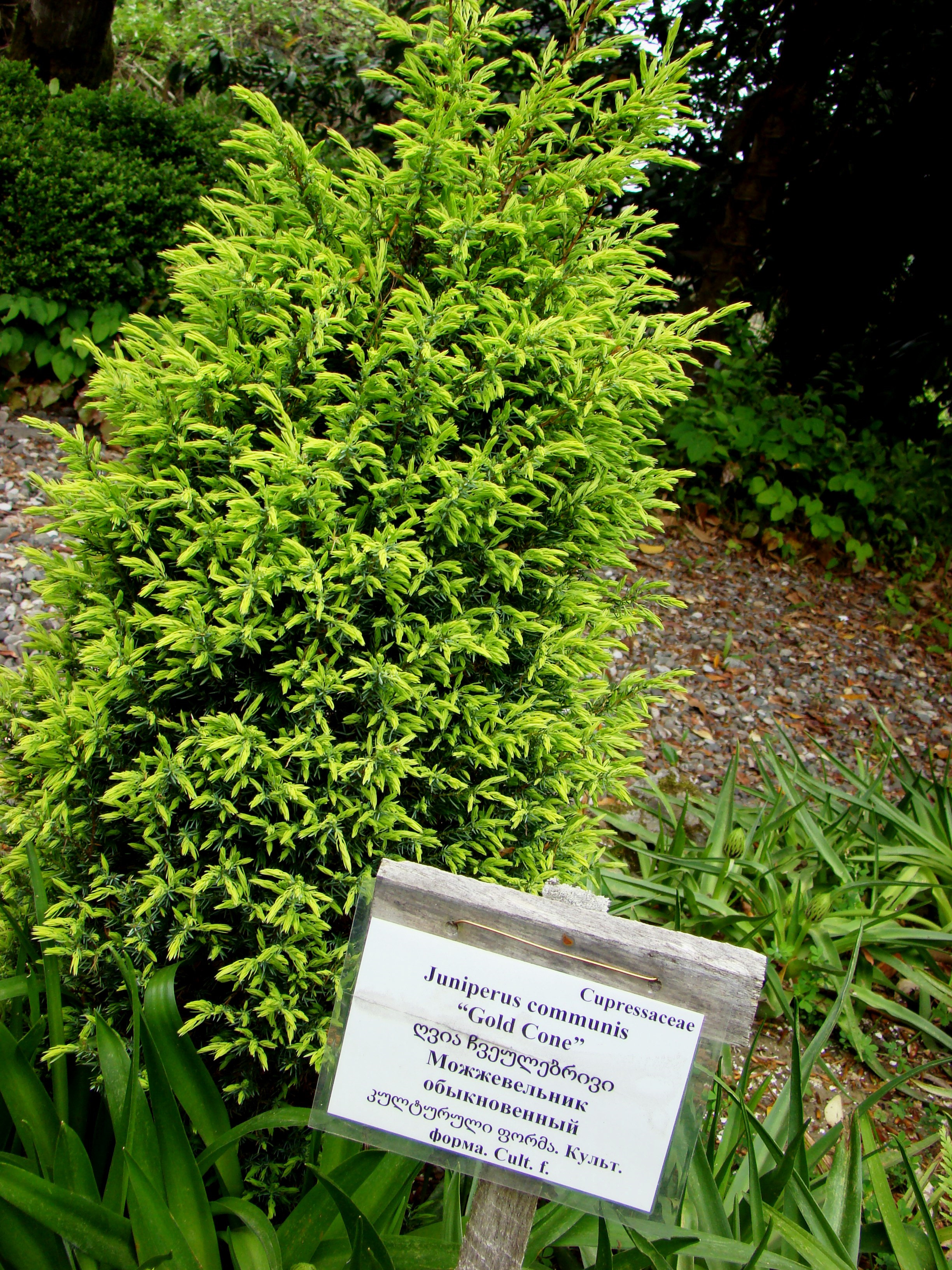
Kultivar 'Gold Cone'
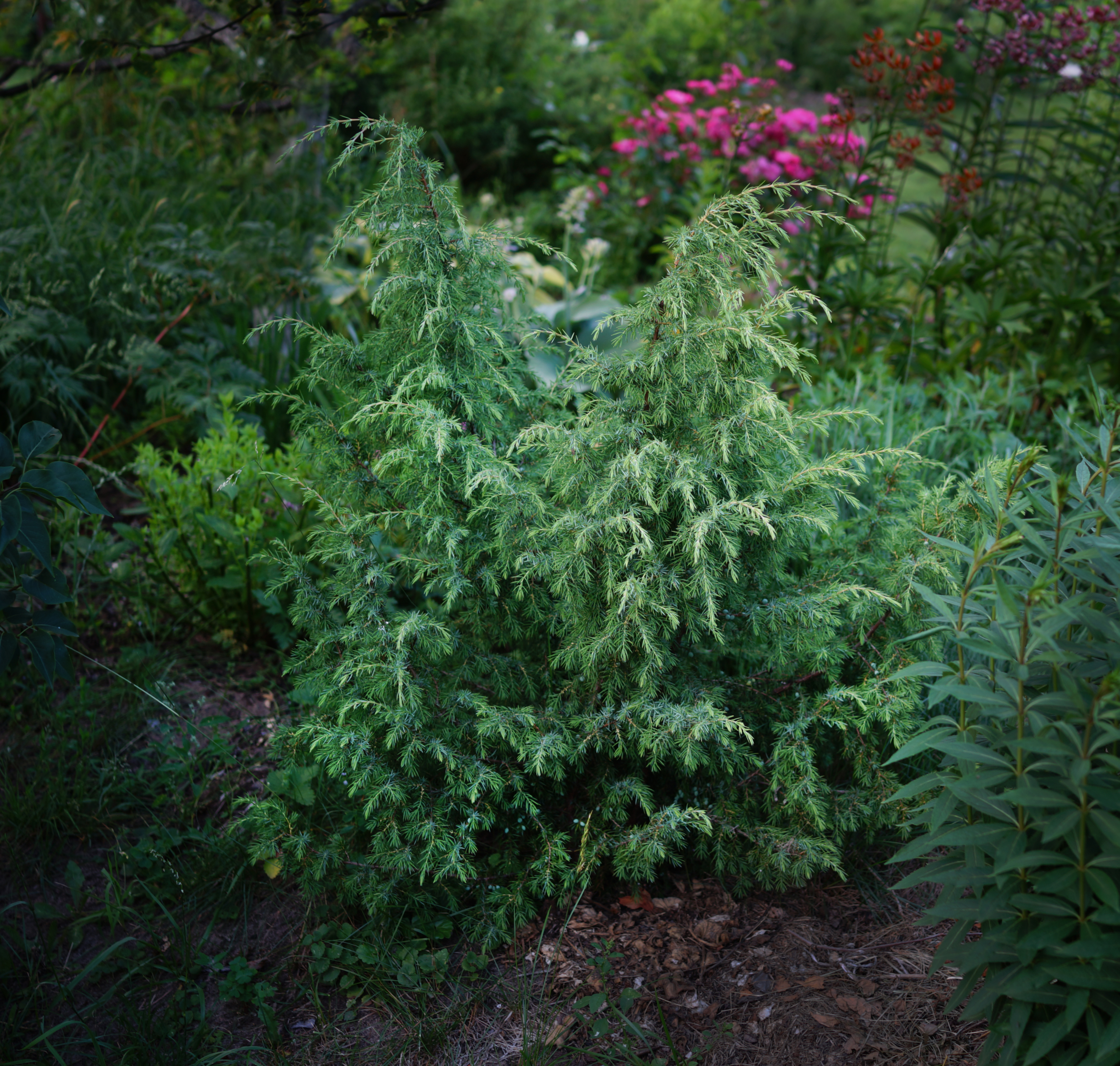
Kultivar 'Horstmann', mladý keř
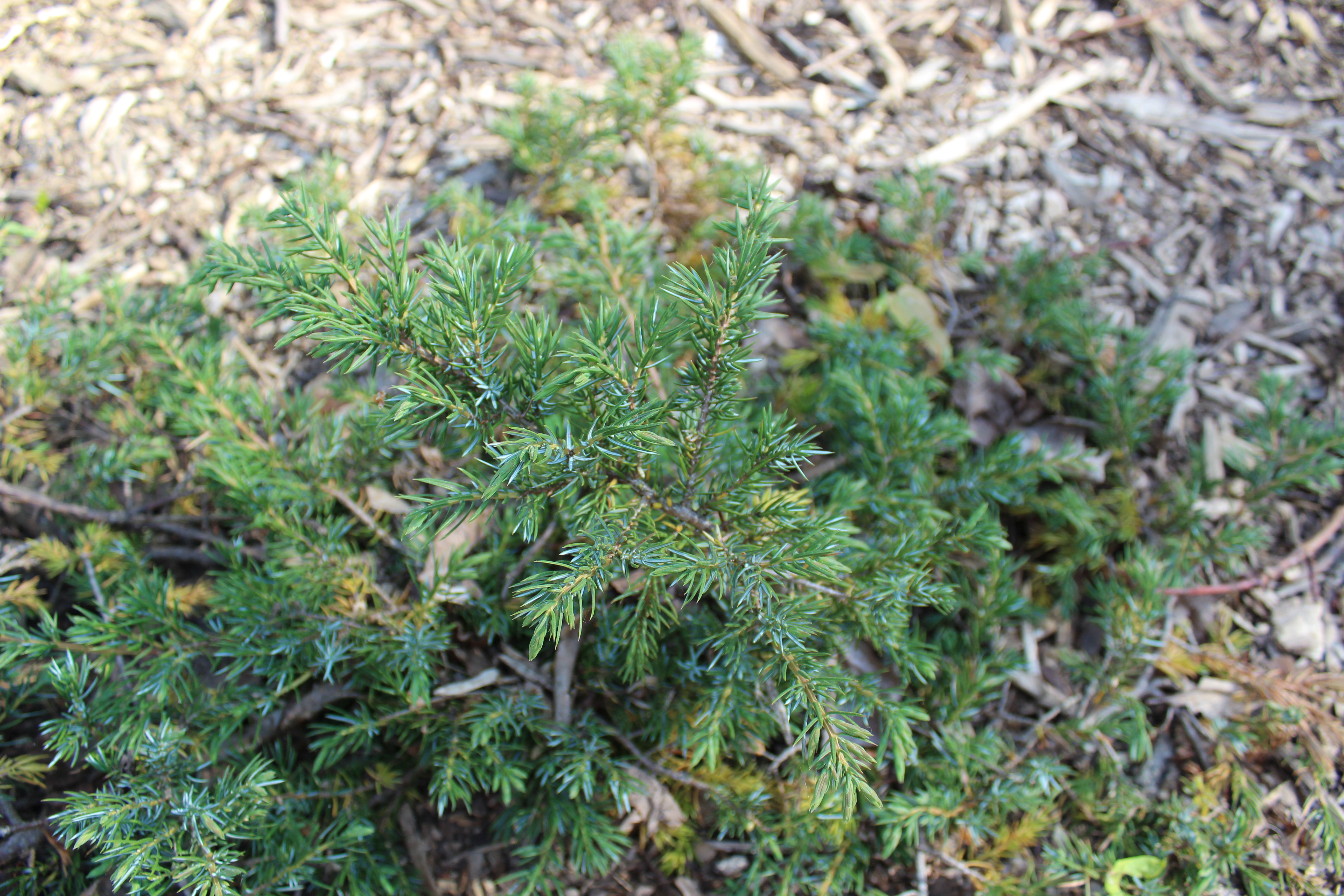
Nízký kultivar 'Green Carpet'
Plody jalovce v heraldice
Jalovec ve znaku saského města Bispingenu